# Gonçalo Ramos
Gonçalo Matias Ramos (Olhão, 20 giugno 2001) è un calciatore portoghese, attaccante del Paris Saint-Germain e della nazionale portoghese, con cui ha vinto la UEFA Nations League 2024-2025.
Cresciuto tra i settori giovanili dell'Olhanense e del Benfica, ha esordito come professionista nel 2019, vincendo un campionato portoghese nel 2022-2023. Nel 2023 è passato al Paris Saint-Germain con cui ha vinto un campionato, una Coppa di Francia ed una Supercoppa.
Nel giro della nazionale portoghese dal 2022, ha partecipato ad un'edizione del campionato mondiale (2022) è ha vinto la UEFA Nations League 2024-2025. Prima di debuttare con la selezione maggiore, ha preso parte ad un campionato europeo Under-19 (2019) e ad un campionato europeo Under-21 (2021).
A livello individuale, è stato premiato una volta scarpa d'oro dell'Europeo Under-19 e una volta capocannoniere della UEFA Youth League (2019-2020).

## Caratteristiche tecniche
Considerato tra i più promettenti attaccanti al mondo, inizialmente era impiegato come trequartista, per poi negli anni avanzare la propria posizione, arrivando a giocare come centravanti. Giocatore dinamico, è un buon tiratore di testa ed è abile negli inserimenti, capacità che usa a suo vantaggio anche quando segna dalla corta distanza, è dotato di un buon fiuto per il gol.

## Carriera

### Club

#### Benfica

##### Gli inizi (2019-2022)
Inizia la propria carriera nel settore giovanile dell'Olhanense, venendo poi acquistato nel 2013 dal Benfica. Nel gennaio 2019 viene promosso nella squadra B, con cui fa il suo esordio nel match di Segunda Liga pareggiato 2-2 contro il Braga B. Il 7 agosto 2019 anno rinnova il proprio contratto con il club biancorosso fino al 2024. Il 1º dicembre seguente segna invece la sua prima rete tra i professionisti, nel pareggio interno contro il Mafra. Nel corso della stagione 2019-2020 realizza 24 gol in 40 partite, mettendosi in evidenza soprattutto in UEFA Youth League, dove si laurea capocannoniere del torneo (pari merito con Roberto Piccoli), con 8 reti.
Il 21 luglio 2020 debutta in Primeira Liga, sostituendo Pizzi all'85' e realizzando una doppietta nella vittoria per 4-0 in casa del Desp. Aves. A partire dalla stagione 2020-2021, viene convocato con regolarità in prima squadra, con cui debutta anche in Europa League, nell'incontro della fase a gironi vinto 3-0 contro lo Standard Liegi. Nell'annata 2021-2022 trova maggiore spazio, realizzando 8 gol tra campionato e coppe.

##### L'affermazione (2022-2023)
Dalla stagione 2022-2023, vista la cessione di Darwin Núñez al Liverpool, Ramos diventa definitivamente il centravanti titolare del Benfica con il nuovo allenatore Roger Schmidt. Il 2 agosto 2022, inizia l'annata segnando una tripletta nel 4-1 finale inflitto al Midtjylland, in occasione del terzo turno di qualificazione alla UEFA Champions League 2022-2023. Tra ottobre e novembre, viene nominato per due volte Giocatore del mese, grazie ai cinque gol realizzati in altrettante partite di campionato. Il 15 gennaio 2023, è autore di una doppietta nel pareggio casalingo contro lo Sporting Lisbona (2-2); tale prestazione, gli permette di diventare il più giovane calciatore (21 anni e 183 giorni) di sempre a realizzare due reti nel Derby di Lisbona. Il 2 aprile seguente, grazie al gol vittoria ai danni del Rio Ave, raggiunge quota 25 marcature complessive per il Benfica, diventando il più giovane calciatore nella storia del club a riuscire in questo intento; il precedente record apparteneva ad Eusébio (annata 1962-1963). Al termine della stagione, contribuisce con 19 gol (27 totali) alla vittoria del campionato.

#### Paris Saint-Germain
Il 7 agosto 2023 viene acquistato dal Paris Saint-Germain con la formula del prestito. Il 12 agosto 2023 esordisce con i parigini contro il Lorient, match finito 0-0 . I primi gol arrivano il 24 settembre 2023 contro il Marsiglia, quando realizza una doppietta nella vittoria per 4-0.  Conclude la stagione vincendo la Ligue 1 e la Coppa di Francia, quest’ultima conquistata nella finale contro il Lione, partita in cui resta in panchina per tutti i 90 minuti. 
La stagione successiva non inizia nel migliore dei modi per lui, complice un infortunio alla caviglia che gli fa saltare l'inizio della stagione . Il 10 dicembre 2024 sigla il suo primo gol in Champions League con il Paris Saint-Germain nella partita vinta 3-0 contro il Salisburgo.  Cinque giorni dopo segna il suo primo gol stagionale in Ligue 1 nella vittoria per 3-1 contro il Lione.  Il 10 maggio 2025 realizza la sua prima tripletta con i parigini nella vittoria per 4-1 contro il Montpellier.  Conclude la stagione vincendo il campionato , la coppa nazionale battendo il Reims 3-0 in finale e la Champions League con un netto 5-0 contro l'Inter, realizzando così il triplete. 

### Nazionale
Nel luglio 2019 prende parte con la nazionale under-19 portoghese al campionato europeo di categoria, perso in finale contro la Spagna, dove si laurea capocannoniere con 4 reti.
Il 5 novembre successivo riceve la sua prima convocazione in nazionale under-21 in vista delle qualificazioni per il campionato europeo 2021, facendo il suo esordio nella ripresa del match contro la Bielorussia, dove segna al 90' il rigore del definitivo 3-0.
Il 10 novembre 2022 riceve la sua prima convocazione con la nazionale maggiore, venendo incluso dal CT Fernando Santos nella lista dei convocati per il mondiale qatariota. Sette giorni dopo, a 21 anni, debutta in occasione dell'amichevole vinta 4-0 contro la Nigeria, realizzando anche il suo primo gol con la selezione lusitana. Il 6 dicembre, in occasione degli ottavi di finale del mondiale giocati contro la Svizzera, mette a segno una tripletta, contribuendo alla vittoria per 6-1.

## Statistiche

### Presenze e reti nei club
Statistiche aggiornate al 13 agosto 2025.
| Stagione                   | Squadra                    | Campionato                 | Campionato | Campionato | Coppe nazionali | Coppe nazionali | Coppe nazionali | Coppe continentali | Coppe continentali | Coppe continentali | Altre coppe | Altre coppe | Altre coppe | Totale | Totale | Totale |
| Stagione                   | Squadra                    | Comp                       | Pres       | Reti       | Comp            | Pres            | Reti            | Comp               | Pres               | Reti               | Comp        | Pres        | Reti        | Pres   | Reti   |        |
| -------------------------- | -------------------------- | -------------------------- | ---------- | ---------- | --------------- | --------------- | --------------- | ------------------ | ------------------ | ------------------ | ----------- | ----------- | ----------- | ------ | ------ | ------ |
| 2018-2019                  | Benfica B                  | LdH                        | 5          | 1          | -               | -               | -               | -                  | -                  | -                  | -           | -           | -           | 5      | 1      |        |
| 2019-2020                  | Benfica B                  | LdH                        | 32         | 15         | -               | -               | -               | -                  | -                  | -                  | -           | -           | -           | 32     | 15     |        |
| Totale Benfica B           | Totale Benfica B           | Totale Benfica B           | 37         | 16         |                 | -               | -               |                    | -                  | -                  |             | -           | -           | 37     | 16     |        |
| 2019-2020                  | Benfica                    | PL                         | 1          | 2          | CP+CdL          | 0               | 0               | -                  | -                  | -                  | -           | -           | -           | 1      | 2      |        |
| 2020-2021                  | Benfica                    | PL                         | 4          | 2          | CP+CdL          | 5+1             | 2+0             | UEL                | 2                  | 0                  | -           | -           | -           | 12     | 4      |        |
| 2021-2022                  | Benfica                    | PL                         | 29         | 7          | CP+CdL          | 2+4             | 0+0             | UCL                | 11                 | 1                  | -           | -           | -           | 46     | 8      |        |
| 2022-2023                  | Benfica                    | PL                         | 30         | 19         | CP+CdL          | 2+1             | 0+1             | UCL                | 14                 | 7                  | -           | -           | -           | 47     | 27     |        |
| Totale Benfica             | Totale Benfica             | Totale Benfica             | 64         | 30         |                 | 15              | 3               |                    | 27                 | 8                  |             | -           | -           | 106    | 41     |        |
| 2023-2024                  | Paris Saint-Germain        | L1                         | 29         | 11         | CF              | 4               | 3               | UCL                | 8                  | 0                  | SF          | 0           | 0           | 41     | 14     |        |
| 2024-2025                  | Paris Saint-Germain        | L1                         | 22         | 10         | CF              | 6               | 5               | UCL                | 12                 | 3                  | SF+Cmc      | 1+2         | 1           | 43     | 19     |        |
| 2025-2026                  | Paris Saint-Germain        | L1                         | -          | -          | CF              | -               | -               | UCL                | -                  | -                  | SU          | 1           | 1           | 1      | 1      |        |
| Totale Paris Saint-Germain | Totale Paris Saint-Germain | Totale Paris Saint-Germain | 51         | 21         |                 | 10              | 8               |                    | 20                 | 3                  |             | 4           | 2           | 85     | 34     |        |
| Totale carriera            | Totale carriera            | Totale carriera            | 152        | 67         |                 | 25              | 11              |                    | 47                 | 11                 |             | 4           | 2           | 228    | 91     |        |

### Cronologia presenze e reti in nazionale
| Cronologia completa delle presenze e delle reti in nazionale ― Portogallo | Cronologia completa delle presenze e delle reti in nazionale ― Portogallo | Cronologia completa delle presenze e delle reti in nazionale ― Portogallo | Cronologia completa delle presenze e delle reti in nazionale ― Portogallo | Cronologia completa delle presenze e delle reti in nazionale ― Portogallo | Cronologia completa delle presenze e delle reti in nazionale ― Portogallo | Cronologia completa delle presenze e delle reti in nazionale ― Portogallo | Cronologia completa delle presenze e delle reti in nazionale ― Portogallo |
| Data                                                                      | Città                                                                     | In casa                                                                   | Risultato                                                                 | Ospiti                                                                    | Competizione                                                              | Reti                                                                      | Note                                                                      |
| ------------------------------------------------------------------------- | ------------------------------------------------------------------------- | ------------------------------------------------------------------------- | ------------------------------------------------------------------------- | ------------------------------------------------------------------------- | ------------------------------------------------------------------------- | ------------------------------------------------------------------------- | ------------------------------------------------------------------------- |
| 17-11-2022                                                                | Lisbona                                                                   | Portogallo                                                                | 4 – 0                                                                     | Nigeria                                                                   | Amichevole                                                                | 1                                                                         | 66’                                                                       |
| 24-11-2022                                                                | Doha                                                                      | Portogallo                                                                | 3 – 2                                                                     | Ghana                                                                     | Mondiali 2022 - 1º turno                                                  | -                                                                         | 88’                                                                       |
| 28-11-2022                                                                | Lusail                                                                    | Portogallo                                                                | 2 – 0                                                                     | Uruguay                                                                   | Mondiali 2022 - 1º turno                                                  | -                                                                         | 82’                                                                       |
| 6-12-2022                                                                 | Lusail                                                                    | Portogallo                                                                | 6 – 1                                                                     | Svizzera                                                                  | Mondiali 2022 - Ottavi di finale                                          | 3                                                                         | 73’                                                                       |
| 10-12-2022                                                                | Doha                                                                      | Marocco                                                                   | 1 – 0                                                                     | Portogallo                                                                | Mondiali 2022 - Quarti di finale                                          | -                                                                         | 69’                                                                       |
| 23-3-2023                                                                 | Lisbona                                                                   | Portogallo                                                                | 4 – 0                                                                     | Liechtenstein                                                             | Qual. Euro 2024                                                           | -                                                                         | 78’                                                                       |
| 26-3-2023                                                                 | Lussemburgo                                                               | Lussemburgo                                                               | 0 – 6                                                                     | Portogallo                                                                | Qual. Euro 2024                                                           | -                                                                         | 64’                                                                       |
| 11-9-2023                                                                 | Faro                                                                      | Portogallo                                                                | 9 – 0                                                                     | Lussemburgo                                                               | Qual. Euro 2024                                                           | 2                                                                         | 60’                                                                       |
| 13-10-2023                                                                | Porto                                                                     | Portogallo                                                                | 3 – 2                                                                     | Slovacchia                                                                | Qual. Euro 2024                                                           | 1                                                                         | 87’                                                                       |
| 16-11-2023                                                                | Vaduz                                                                     | Liechtenstein                                                             | 0 – 2                                                                     | Portogallo                                                                | Qual. Euro 2024                                                           | -                                                                         |                                                                           |
| 21-3-2024                                                                 | Guimarães                                                                 | Portogallo                                                                | 5 – 2                                                                     | Svezia                                                                    | Amichevole                                                                | 1                                                                         | 62’                                                                       |
| 4-6-2024                                                                  | Lisbona                                                                   | Portogallo                                                                | 4 – 2                                                                     | Finlandia                                                                 | Amichevole                                                                | -                                                                         | 46’                                                                       |
| 8-6-2024                                                                  | Oeiras                                                                    | Portogallo                                                                | 1 – 2                                                                     | Croazia                                                                   | Amichevole                                                                | -                                                                         | 46’                                                                       |
| 26-6-2024                                                                 | Gelsenkirchen                                                             | Georgia                                                                   | 2 – 0                                                                     | Portogallo                                                                | Euro 2024 - 1º turno                                                      | -                                                                         | 66’                                                                       |
| 23-3-2025                                                                 | Lisbona                                                                   | Portogallo                                                                | 5 – 2 dts                                                                 | Danimarca                                                                 | UEFA Nations League 2024-2025 - Quarti di finale                          | 1                                                                         | 90+2’                                                                     |
| 8-6-2025                                                                  | Monaco di Baviera                                                         | Portogallo                                                                | 2 – 2 dts (5 – 3 dtr)                                                     | Spagna                                                                    | UEFA Nations League 2024-2025 - Finale                                    | -                                                                         | 88’                                                                       |
| Totale                                                                    |                                                                           | Presenze                                                                  | 16                                                                        |                                                                           | Reti                                                                      | 9                                                                         |                                                                           |

### Record
- Calciatore più giovane di sempre a realizzare due reti nel Derby di Lisbona (21 anni e 183 giorni).[14]

## Palmarès

### Club

#### Competizioni nazionali
- Campionato portoghese: 1

Benfica: 2022-2023
- Supercoppa francese: 2

Paris Saint-Germain: 2023, 2024
- Campionato francese: 2

Paris Saint-Germain: 2023-2024,  2024-2025
- Coppa di Francia: 2

Paris Saint-Germain: 2023-2024, 2024-2025

#### Competizioni internazionali
- UEFA Champions League: 1

Paris Saint-Germain: 2024-2025
- Supercoppa UEFA: 1

Paris Saint-Germain: 2025

### Nazionale
- UEFA Nations League: 1

2024-2025

### Individuale
- Scarpa d'oro del campionato europeo Under-19: 1

Armenia 2019 (4 reti)
- Capocannoniere della UEFA Youth League: 1

2019-2020 (8 reti)